# 安條克三世 (科馬基尼)
安條克三世（公元前12年－17年在位）是科馬基尼王國的王子及其後成為國王，米特里達梯三世之子，擁有帕提亞人及希臘人血統。
公元17年當安條克死後，羅馬皇帝提庇留讓科馬基尼成為羅馬敘利亞行省的一部份。根據塔西佗所記述，安條克的家族仍有一些支持者，但王國裡的大部份人民更希望由羅馬統治。安條克的死使王國局勢變得不安定。科馬基尼受羅馬統治，直至羅馬皇帝卡利古拉在38年恢復為王國，並將政權交給安條克的兒子安條克四世及女兒Iotapa。